# Ökumenische Kampagne
Die Ökumenische Kampagne ist eine jährlich am Aschermittwoch beginnende und am Ostersonntag endende Spendensammelaktion der Schweizer Hilfswerke Fastenaktion und Brot für alle, die 1969 unter dem Slogan «Sehen und Handeln» gestartet wurde. Seit 1994 beteiligt sich auch Partner sein. Ziel der Kampagne ist die Verbesserung der Ernährungssicherheit für alle Menschen, wobei globale Zusammenhänge, politische Strukturen und entwicklungspolitische Themen im Mittelpunkt stehen.

## Geschichte
Im Dezember 1969 wurde die erste gemeinsame Kampagne «Leben ist für alle da» lanciert. Diese war bewusst nicht als Sammel-, sondern als Informationskampagne angelegt und legte ihren Fokus auf die globalen Zusammenhänge. 
Die Kampagne steht jährlich unter einem eigenen Motto. Einige davon waren aufgrund ihrer politischen Implikationen umstritten, so 1981 «Frieden wagen» zum Thema Frieden und Abrüstung und 1986 mit der Ja-Parole zur UNO-Abstimmung. 1994 kam es anlässlich der Kampagne «Frauen gestalten die Welt», die mehr Gerechtigkeit zwischen den Geschlechtern anstrebte, zu Spannungen und Spendeneinbrüchen.